# Vilhelm Ekelund

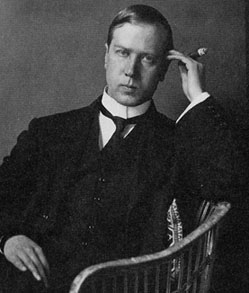
Vilhelm Ekelund.

Otto Vilhelm Ekelund (Stehag, Skåne, 14 oktober 1880 - Saltsjöbaden 3 september 1949) was een Zweeds schrijver en dichter.

## Leven en werk
Ekelund was de zoon van een smid. Een studie aan de Universiteit van Lund liet hij onvoltooid. Tussen 1908 en 1921 verbleef hij in Duitsland (1908-1912) en Denemarken (1912-1921), mede om een gevangenisstraf te ontlopen na een veroordeling wegens een vechtpartij met een politiefunctionaris.
Aan het begin van de 20e eeuw schreef Ekelund veel romantische, lyrische natuurpoëzie, met een sterke ritmiek, onder invloed van het symbolisme en het expressionisme. Hij hanteerde daarbij een vrije versvorm die later van grote invloed zou zijn op modernistische Zweedse dichters als Karin Boye en Erik Lindegren. Na een gepassioneerde liefdesaffaire met schrijfster Amelie Posse in 1907 kwam hij tot de conclusie dat poëzie per definitie ontoereikend was en richtte zich vervolgens op het schrijven van essays en aforismen, waarbij hij een klassiek gevoel voor maat aan de dag legt. Lyriek beschouwt hij nu als 'een zieke zaak'. De invloed van Friedrich Nietzsche is duidelijk herkenbaar.
Ekelund huwde in 1914 en kreeg een dochter. In Zweden was hij gedurende zijn leven enigszins omstreden vanwege zijn openlijke behandeling van het thema homoseksualiteit, waar hij zich later weer van distantieerde. Hij leefde afgezonderd met zijn gezin en overleed in 1949, 69 jaar oud.